# C.H.U.D.
C.H.U.D. (br: C.H.U.D - A CIDADE DAS SOMBRAS) é um filme de terror produzido nos Estados Unidos  em 1984, co-escrito por Shepard Abbott e Parnell Hall dirigido por Douglas Cheek.
C.H.U.D. é uma sigla para (Cannibalistic Humanoid Underground Dweller – moradores humanoides canibais do subterrâneo).

## Sinopse
C.H.U.D. são os mendigos da cidade de Nova York que foram expostos a radiação e se transformam em monstros canibais. A explicação do mistério: no subsolo da cidade são depositados lixos radioativos que provocam mutação genética nos mendigos.

## Elenco
- John Heard....  George Cooper
- Daniel Stern....  the Reverend
- Christopher Curry....  Captain Bosch
- Kim Greist....  Lauren Daniels
- J.C. Quinn....  Murphy
- Michael O'Hare....  Fuller
- Peter Michael Goetz....  Gramps
- Sam McMurray....  Officer Crespi
- Frankie R. Faison....  Sgt. Parker
- John Goodman....  Diner cop
- Hallie Foote....  Waitress
- Jon Polito....  Newscaster
- George Martin....  Wilson